# 平川新
平川 新（ひらかわ あらた、1950年10月22日 - ）は、日本の歴史学者。東北大学名誉教授、元宮城学院女子大学学長。博士（文学）（東北大学）。専門は、江戸時代史（日本近世史）、歴史資料保全学。和辻哲郎文化賞受賞。

## 略歴
1950年、福岡県に生まれる。受験勉強を嫌って中学卒業後は進学せずにブリヂストンの工場で働いていたが、先輩に誘われて定時制高校に入学。中退や復学を繰り返しながら21歳で卒業する。教師の勧めにより法政大学通信教育課程に入学し、2年次に通学課程に転籍。1976年、法政大学文学部史学科卒業。1981年、東北大学大学院文学研究科博士課程後期中退。
1981年6月、東北大学文学部助手、1983年4月、宮城学院女子大学専任講師、1984年4月、助教授、1985年4月、東北大学教養部助教授、1996年5月、東北大学東北アジア研究センター教授。2005年4月から2007年3月まで同大学同センター長を務める。1995年、「日本近世地域社会の研究」で博士号を取得。2012年から2014年まで東北大学災害科学国際研究所長。2014年、任期満了で退任した海野道郎に替わって、宮城学院女子大学学長に就任。
『戦国日本と大航海時代 秀吉・家康・政宗の外交戦略』にて、2018年度和辻哲郎文化賞を受賞。

## 著書

### 単著
- 『伝説のなかの神 天皇と異端の近世史』（吉川弘文館、1993年）
- 『紛争と世論 近世民衆の政治参加』（東京大学出版会、1996年）
- 『近世日本の交通と地域経済』（清文堂出版、1997年）
- 『日本の歴史 十二 江戸時代／十九世紀 開国への道』（小学館、2008年）
- 『戦国日本と大航海時代 秀吉・家康・政宗の外交戦略』（中央公論新社〈中公新書〉、2018年）
- 『世論政治としての江戸時代』（東京大学出版会、2022年5月）
- 『〈伊達騒動〉の真相』（吉川弘文館〈歴史文化ライブラリー〉、2022年10月）ISBN　9784642059602

### 共著
- 『ロシア史料にみる18~19世紀の日露関係』（東北大学東北アジア研究センター、2004年）
- 『津波、噴火・・・日本列島 地震の2000年史』（朝日新聞出版、2013年）
- 『東日本大震災を分析する 1 -地震・津波のメカニズムと被害の実態-』（明石書店、2013年）
- 『東日本大震災を分析する 2 -震災と人間・まち・記録-』（明石書店、2013年）

### 共編
- 『地域社会とリーダーたち』（吉川弘文館、2006年）

## 参考
- ReaD & Researchmap - 平川新
- 東北大学東北アジア研究センター - 平川新